# 益林镇
益林镇，位于里下河平原，面积120.8平方公里，总人口10.6万人。是中华人民共和国江苏省盐城市阜宁县下辖的一个乡镇级行政单位。

## 行政区划
益林镇下辖以下地区：
益东社区、益西社区、益南社区、益北社区、中市社区、王楼社区、大东社区、倪东社区、兴杨社区、马家荡社区、北郊村、大余村、管计村、西南村、大有村、荡东村、荡西村、樵农村、蟠龙村、振兴村、振业村、周邱村、角巷村和东兴村。

## 交通
- 新长铁路：阜宁站

徐盐高速铁路：阜宁南站

## 地方特產
益林醬油

## 旅遊景點
人民公園、益林战役纪念馆、村镇规划展示馆、玻璃工艺品博物馆、新四军三师旧居。  